# Ю
Ю, Юю – podstawowa litera cyrylicy używana we wszystkich alfabetach bazowanych na cyrylicy z wyjątkiem języka serbskiego, języka macedońskiego i języka azerskiego, które wykorzystują literę Ј. Odpowiada dyftongowi [ju]. Powstała z połączenia litery Ѹ z literą І. 

## Kodowanie
| Znak                   | Ю                          | Ю                          | ю                        | ю                        |
| ---------------------- | -------------------------- | -------------------------- | ------------------------ | ------------------------ |
| Nazwa w Unikodzie      | Cyrillic Capital Letter Yu | Cyrillic Capital Letter Yu | Cyrillic Small Letter Yu | Cyrillic Small Letter Yu |
| Kodowanie              | dziesiątkowo               | szesnastkowo               | dziesiątkowo             | szesnastkowo             |
| Unicode                | 1070                       | U+042E                     | 1102                     | U+044E                   |
| UTF-8                  | 208 174                    | d0 ae                      | 209 142                  | d1 8e                    |
| Odwołania znakowe SGML | &#1070;                    | &#x042E;                   | &#1102;                  | &#x044E;                 |
| Macintosh Cyrillic     | 158                        | 9E                         | 254                      | FE                       |
| ISO 8859-5             | 206                        | CE                         | 238                      | EE                       |
| Windows-1251           | 222                        | DE                         | 254                      | FE                       |
| Code page 855          | 157                        | 9D                         | 156                      | 9C                       |
| KOI8-R i KOI8-U        | 224                        | E0                         | 192                      | C0                       |